# Haruki Seto
Haruki Seto (jap. 瀬戸 春樹 Seto Haruki; ur. 14 marca 1978) – japoński piłkarz występujący na pozycji pomocnika.

## Kariera klubowa
Od 1996 do 2009 roku występował w klubach Yokohama Flügels, Albirex Niigata, Oita Trinita, Consadole Sapporo, Gamba Osaka, JEF United Chiba, Kashiwa Reysol, YKK AP, Balestier Khalsa i Geylang United.